# Федорцов Андрій Альбертович
Андрій Альбертович Федорцов (нар. 13 серпня 1968, Ленінград, РРФСР, СРСР) — російський актор театру і кіно. Заслужений артист Російської Федерації (2010), з 2008 року — ведучий передачі «Головна дорога» на НТВ.

## Біографія
Народився 13 серпня 1968 року в Ленінграді. 
У 1986 році закінчив СПТУ-64 (нині Морський технічний коледж імені адмірала Д. Н. Сенявіна). Служив в армії, в залізничних військах. Працював адміністратором, робітникам з обслуговування будівлі, машиністом сцени. З 1990 по 1992 навчався у Фермерській школі. У 1996 році працював директором Санкт-Петербурзького філії фірми «Зоосервіс» у місті Калуга. А в 1996 році з успіхом закінчив Санкт-Петербурзьку театральну академію. Деякий час працював у Театрі Комедії ім. Н. П. Акімова (де запам'ятався і полюбився глядачам у ролі Коника-Горбоконика в однойменному спектаклі). З 1993 року Андрій Федорцов працює актором Кіностудії «Ленфільм». Отримав популярність завдяки головній ролі в серіалі «Убивча сила».
З 2008 року — ведучий телепрограми «Головна дорога» на каналі НТВ.

## Визнання і нагороди
- Заслужений артист Російської Федерації (11 серпня 2010 року)

## Фільмографія
- 1993 — Ти у мене одна —  друг Петі
- 1996 — Усе буде добре —  людина з компанії Миколи
- 1997 —  Брат —  Степан, радіорежіссёр
- 1998 —  Гірко! —  родич
- 1999 — Вулиці розбитих ліхтарів —  Серьога Бондаренко, автовикрадача-вігілант (серія «Контрабас»)
- 2000 —  2005 — Убивча сила (1-6 сезони) —  лейтенант Вася Рогов (всі серії і все сезони)
- 2000 — Особливості національного полювання в зимовий період —  Олег П'ятаков
- 2000 — Імперія під ударом —   Покотилов
- 2002 —  Російський спецназ —  Федір, «чорний археолог»
- 2003 — Колгосп інтертейнмент —  Федір Вороненко, режисер
- 2003 — З Новим роком! З новим щастям!
- 2004 — Спецназ по-російськи 2 —  Федір, «чорний археолог»
- 2004 —  Сорочинський ярмарок —  Москаль
- 2004 —  Єгер —  Ленчик
- 2004 —  Пірати Едельвейса /  Edelweisspiraten  —  Йозеф Молл
- 2004 —  Про кохання в будь-яку погоду —  Жбан
- 2004 — Таємниця «Вовчої пащі» —  дядя Коля
- 2004 — Золота медуза —  Федір, «чорний слідопит»
- 2004 — Чотири таксисти і собака —  Толик
- 2004 —  2006 — Обережно, Задов! — людина з цвяхами (1 сезон: 2 серія) / прапорщик Приходько (з 3-ї серії 1 сезону)
- 2005 —  Время собирать камни —  Василь Мухін
- 2005 — Здрастуйте, ми — ваша дах! —  Вікентій
- 2005 — Майстер і Маргарита —  член правління П'ятнажко
- 2005 — Новорічний кілер —  Вадик Судьїна
- 2006 — Чотири таксисти і собака 2 —  Толик
- 2006 —  Провінційні пристрасті
- 2006 — Ви не залишите мене —  директор театру
- 2006 —  Вікінг —  Осипов
- 2007 — Гілка бузку —  продюсер
- 2007 —  Змова — міністр внутрішніх справ  Олексій Хвостов
- 2007 — Бог печалі і радості —  незнайомець
- 2007 —  Брати —  Олександр Іванович Воробйов
- 2007 —  Професор в законі —  Діма Дурко
- 2007 — Особливості національної підлідної ловлі, або Відрив по повній —  Антон Холявкін
- 2007 — Олександр. Невська битва —  юродивий Корнилій
- 2007 — Це було в Гаврилівці —  Чудінов
- 2007 — Чаклун і Румба —  сапер Федір Чаклун
- 2008 —  Відповідай мені —  Андрій Ухов
- 2008 —  Чарівник —  Гуров
- 2008 —  Краповий берет —  Серьога
- 2008 —  Золото Трої —  Разиграєв
- 2008 —  Небезпечна комбінація —  Миша
- 2008 —  2012 —  Ливарний, 4 —  майор / підполковник Андрій Ухов, «Моцарт»
- 2008 —  Мертві душі —  Андрій Ухов
- 2008 —  Тільки вперед! —  Ухов на прізвисько «Пижон»
- 2008 —  Батьківський день
- 2009 —  Глухар. Приходь Новий рік! —  Андрій Ухов
- 2009 —  Фокусник —  Антон Горєлов
- 2009 —  Приборкання норовливих —  Федір, бойфренд блондинки
- 2009 —  Стерво —  Усач
- 2010 —  Фокусник 2 —  Антон Горєлов
- 2010 —  Лиговка —  Федір Петрович, фінінспектор
- 2011 —  П'ять наречених —  майор Вихристюк
- 2012 — Мами (новела «Провідна») —  Олексій Ванін, мер Копейська
- 2012 — Той ще Карлосон! —  психотерапевт
- 2012 — Чоловік з гарантією —  працівник РАГСу
- 2012 — День додо —  кримінальник «Куля»
- 2012 — Камінний гість —  Леонід Разумейчік
- 2013 — Що коять чоловіки! —  помічник організатора конкурсу
- 2014 — Таємниця чотирьох принцес —  стражник
- 2014 —  Гена Бетон —  Ірокез
- 2014 —  Чемпіони
- 2014 — Легкий на спомин —  лікар-психіатр
- 2014 —  Корпоратив —  Леонід
- 2014 — Ялинки кошлаті —  водій автобуса
- 2015 — 12 місяців. Нова казка —  вересня
- 2015 — Пристойні люди —  один з тих, хто в'їхали в машину головних героїв

## Родина
- Мати — Федорцова Світлана Миколаївна, лікар-терапевт.
- Батько — Федорцов Альберт Митрофанович, інженер-електромеханік.
- Дружина — Катерина Федорцова.
  - Син — Михайло.
  - Донька Варвара.
  - Донька — Ксенія

### Інтерв'ю
- «Я ніколи не був одружений» (7 грудня 2004) (рос.)
- Андрій Федорцов розписує всі по днях (24 лютого 2006) (рос.)
- Хотів бути фермером, а став актором (рос.)